# Santa Clara Valley

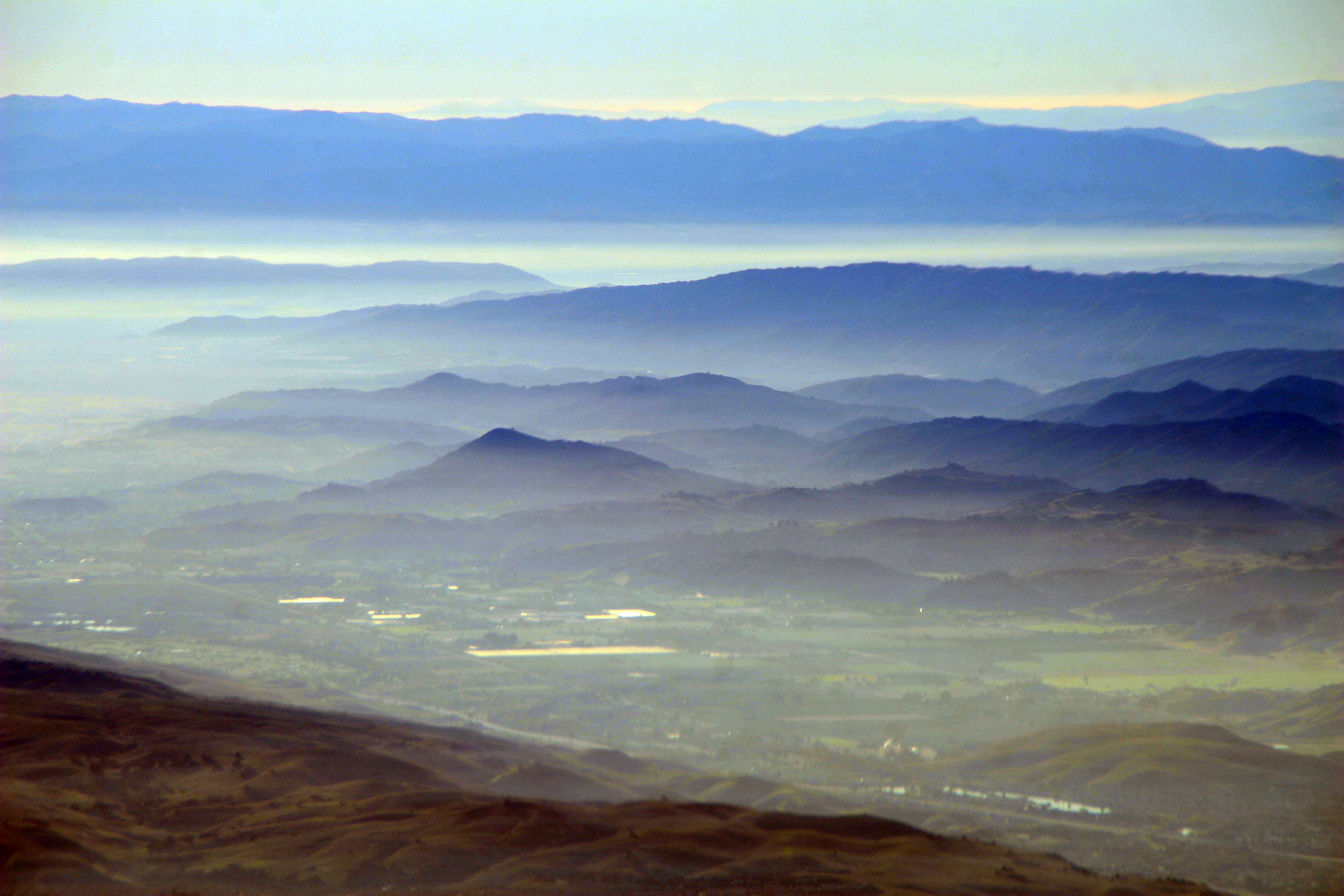
Blick über den südlichen Teil des Santa Clara Valley am Morgen

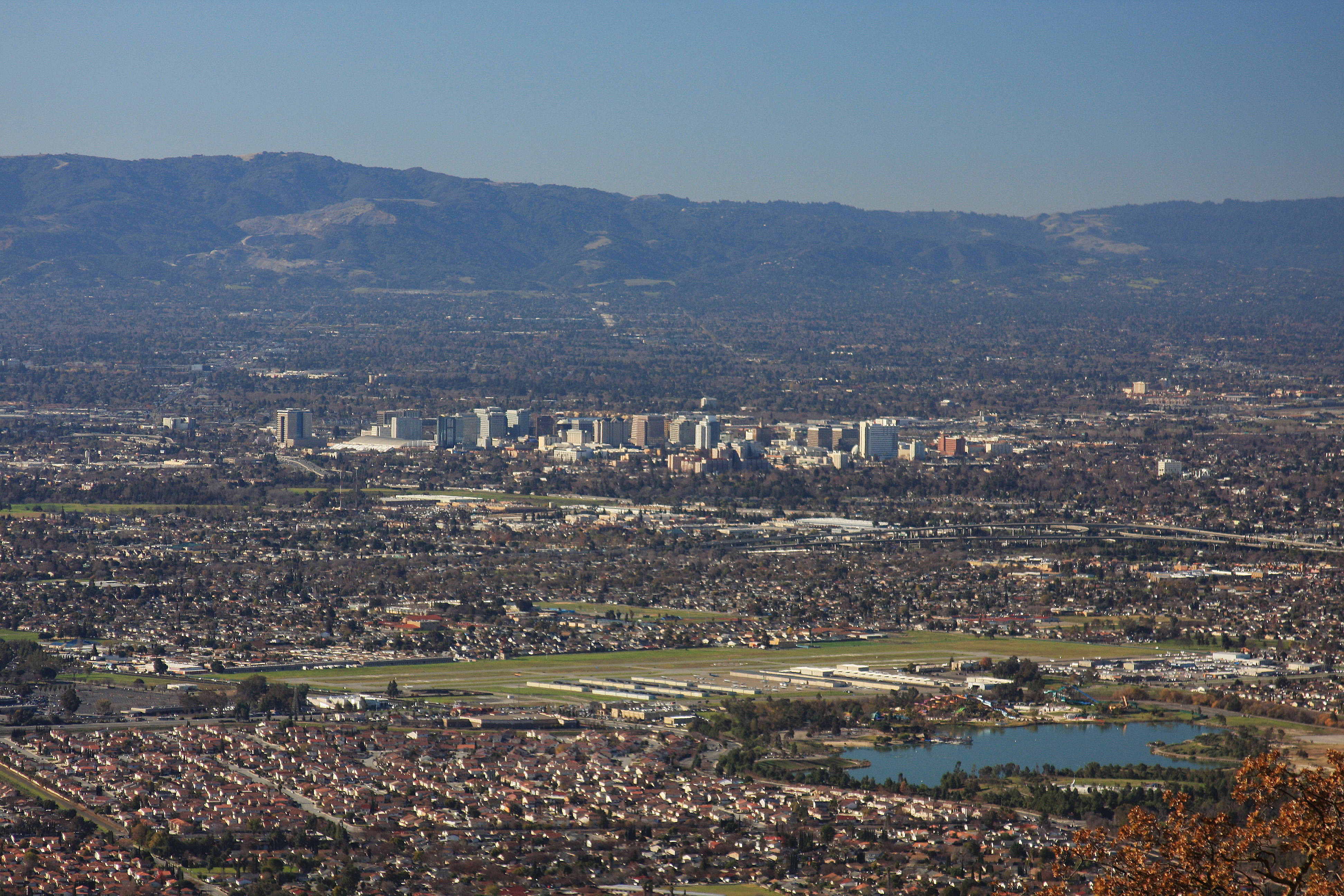
Luftaufnahme über einen Teil des Stadtgebiets von San José

Das Santa Clara Valley ist ein Tal südlich der Bucht von San Francisco im US-Bundesstaat Kalifornien. Benannt wurde es nach der Stadt Santa Clara; die größte Stadt im Tal ist San José. Sein Gebiet umfasst mehrere Countys und ist Teil des Silicon Valley.
Das nördliche Ende des Santa Clara Valley ist an der Südspitze der Bucht von San Francisco, das südliche Ende ist in der Nähe der Stadt Hollister. Das Tal wird durch die Santa Cruz Mountains im Südwesten und von der Diablo Range im Nordosten begrenzt. Es ist etwa 50 Kilometer (30 Meilen) lang und etwa 20 Kilometer (15 Meilen) breit. Insgesamt leben etwa 1,8 Millionen Menschen auf dem Gebiet des Santa Clara Valley.
Das Tal wurde ursprünglich durch seine hohe Konzentration an Obstgärten, blühenden Bäumen und Pflanzen bekannt. Bis in die 1960er-Jahre war es die größte Obstverpackungs-Region der Welt, mit insgesamt 39 Konservenfabriken. Während insbesondere der Norden des Tals dicht besiedelt ist, sind die mittleren und südlichen Gebiete eher landwirtschaftlich geprägt. Besonders der fruchtbare Boden eignet sich gut für Agrarwirtschaft. Angebaut werden zahlreiche Obst- und Gemüsesorten wie Äpfel, Mais, Tomaten oder Zitrusfrüchte. Bekannt ist das Valley auch durch seine weitläufigen Weinanbaugebiete. Es ist das erste kommerzielle Weinbaugebiet in Kalifornien (und möglicherweise auch der Vereinigten Staaten). Der Wein ebenso wie die landwirtschaftlichen Erzeugnisse sind wichtige wirtschaftliche Faktoren. Die Produkte werden in die gesamten USA sowie nach Übersee exportiert. In den städtischen Regionen ist auch eine weit verbreitete Industrie vorzufinden.

## Größere Städte im Santa Clara Valley

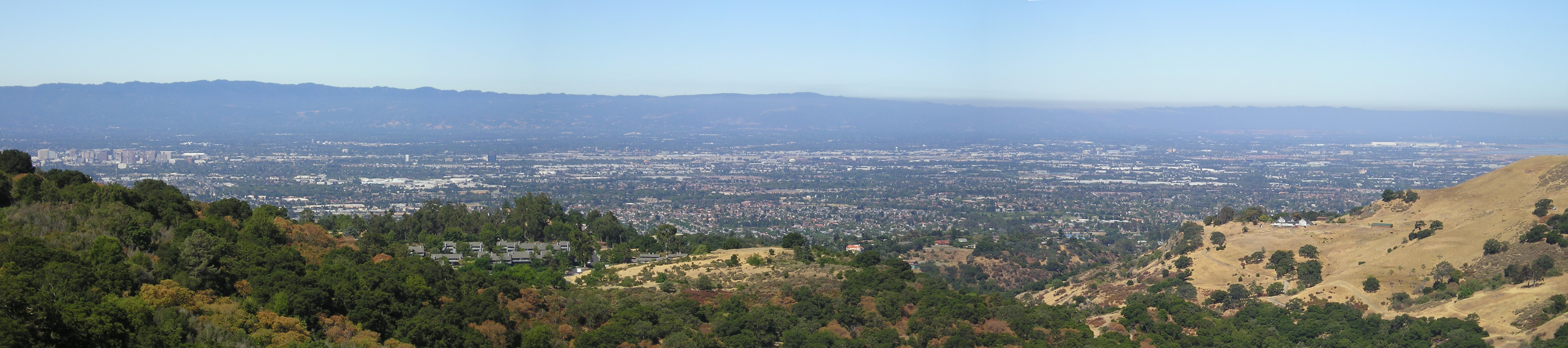
Blick vom Alum Rock Park nach Nordwesten über das Tal

- Campbell
- Cupertino
- Gilroy
- Hollister
- Los Gatos
- Los Altos
- Los Altos Hills
- Milpitas
- Monte Sereno
- Morgan Hill
- Mountain View
- San José
- Santa Clara
- Saratoga
- Sunnyvale